# レジェンド・タレント・エージェンシー
株式会社レジェンド・タレント・エージェンシー（英文社名：Legend Talent Agency, co,ltd.）は、本社を東京都渋谷区に置く日本の芸能プロダクション。日本芸能マネージメント事業者協会会員。
Vシネマを主に手掛ける映像制作会社「レジェンド・ピクチャーズ」のグループ会社である。

## 所属タレント

### 男優
- 古藤真彦
- 伊藤和哉
- 中嶌駿介
- 伊藤巧
- 広瀬彰勇

### 女優
- 茜ゆりか
- 佐藤真澄
- 大久保雛
- 飯田光咲
- 藤滝明日香
- 美鈴
- 竹内穂乃花
- 大河原紗来
- 坂下由真
- 山上礼乃
- 釜國まひろ
- 舞原愛海
- 東美奈子
- 宇山月紀乃
- 池内優
- 鈴木詩織
- 小林桜英

### 業務提携
- 中条きよし
- 冨手麻妙
- 増田朋弥
- 安西真実
- 治田敦

## 過去の所属者
- 江澤翠
- 金定和沙
- 神田美優
- 西留翼
- 小林敏和
- 上田亮
- 長屋和彰
- 江上いずみ
- 見里瑞穂
- 西川あゆみ
- 桑名悠
- 阪本真由
- 竹田朋華
- 土屋直子
- 三嶋悠莉
- 安田未優
- 階戸瑠李
- 水草文香